# トゥー・ブリッジーズ

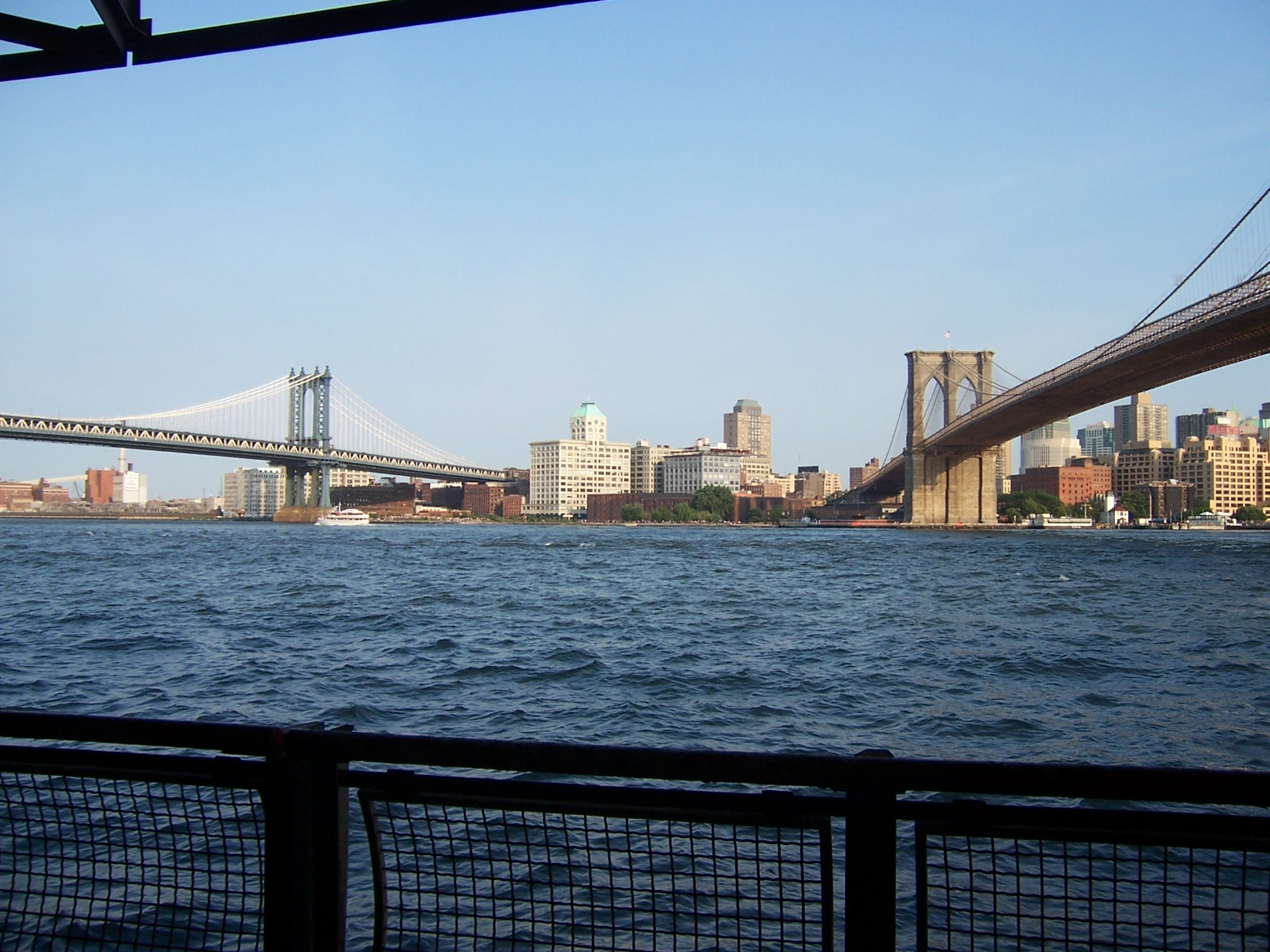
トゥー・ブリッジーズから見たイースト川とブルックリン橋およびマンハッタン橋。

トゥー・ブリッジーズ (Two Bridges) は、ニューヨーク市マンハッタン区ダウンタウン南東部に位置する地区である。
その境界は厳密に定義されている訳ではないが、イースト川とおおよそブルックリン橋およびマンハッタン橋に囲まれたエリアである。ロウアー・イースト・サイドの南端を形成している。

## 概要
トゥー・ブリッジーズには、数々のテネメント（長屋）やラガーディア・ハウジーズ (en) などの公営住宅プロジェクトが集中しており、長らく移民の住み込み地区であった。移民の出身国は、当初はヨーロッパ系、その後はラテン・アメリカ系、近年は中国系が主である。トゥー・ブリッジーズ歴史地区は2003年9月にアメリカ合衆国国家歴史登録財に登録された。
ここはマンハッタンで唯一、スターバックスの店舗がない地区である。2010年現在、実験的・非主流の音楽施設en:Downtown Music Galleryがこのエリアに本拠を置いている。

## 境界

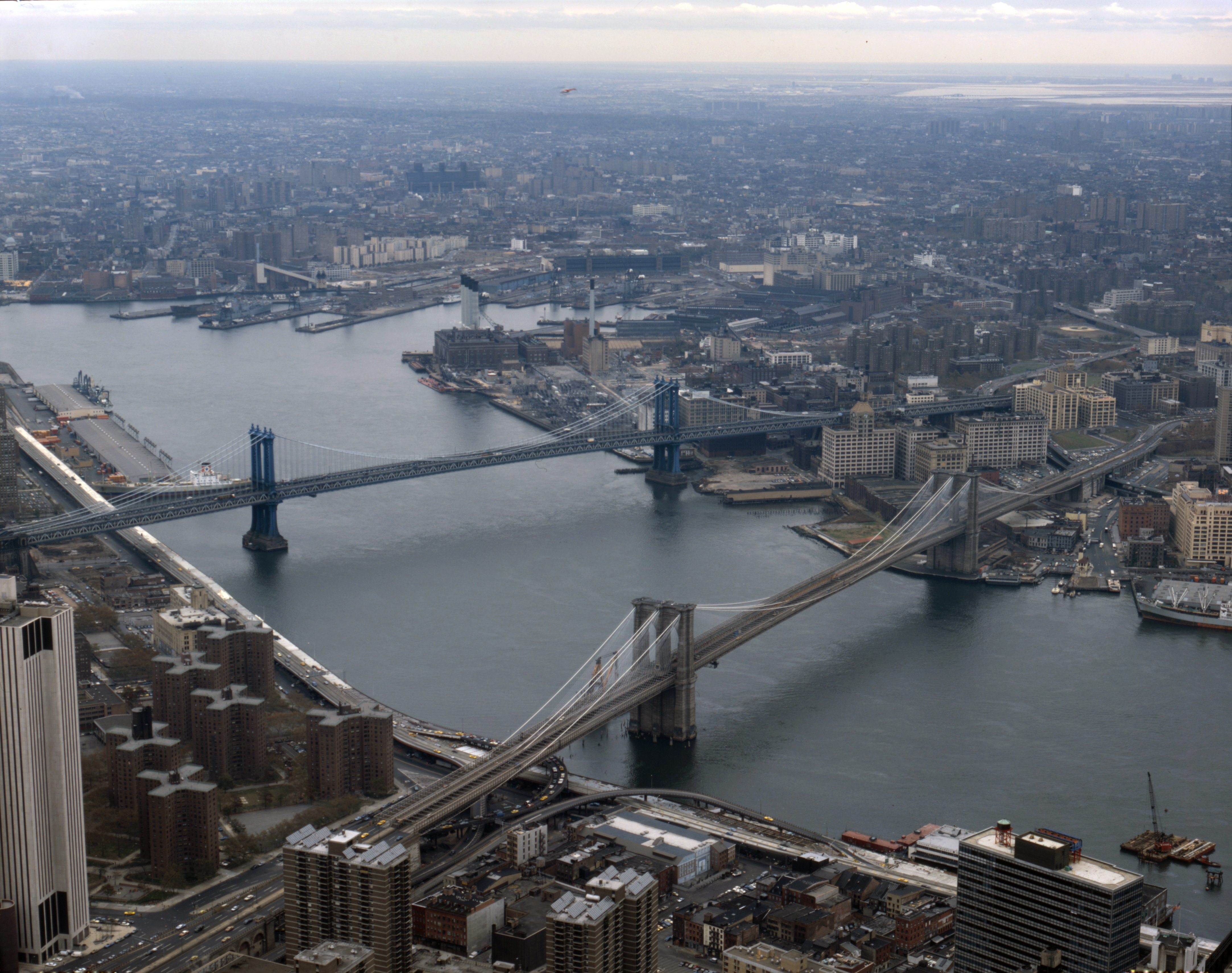
ブルックリンとマンハッタンの間のイースト川に架かるブルックリン橋（手前）とマンハッタン橋。

トゥー・ブリッジーズの厳密な境界は定められていないが、おおよそ、南端はイースト川、北端はイースト・ブロードウェイ (en) 、東端はモンゴメリー・ストリート (Montgomery Street) 、西端はセント・ジェームズ・プレイス (St. James Place) およびブルックリン橋である。しかしながら、トゥー・ブリッジーズ・アーバン・リニューアル (Two Bridges Urban Renewal) 地区は、マンハッタン橋からウィリアムズバーグ橋の間に広がっている。
隣接する地区は、北にロウアー・イースト・サイド、西にチャイナタウンおよびシヴィック・センター、南にサウス・ストリート・シーポートおよびフィナンシャル・ディストリクトがある。

## 人口動態
トゥー・ブリッジーズは歴史的にアイリッシュとイタリアンの地区であったが、戦後1950年代には公営団地が多く建てられそこに黒人やヒスパニックが多く住み着くようになった。より近年は、第一世代および第二世代の中国系移民がこの地区に移り住んできている。
また、家族連れや若い社会人たちがこのエリアに安い家賃を求めて住み着くようになってきており、そのためのマンションも建てられてきている。

## トゥー・ブリッジーズ歴史地区

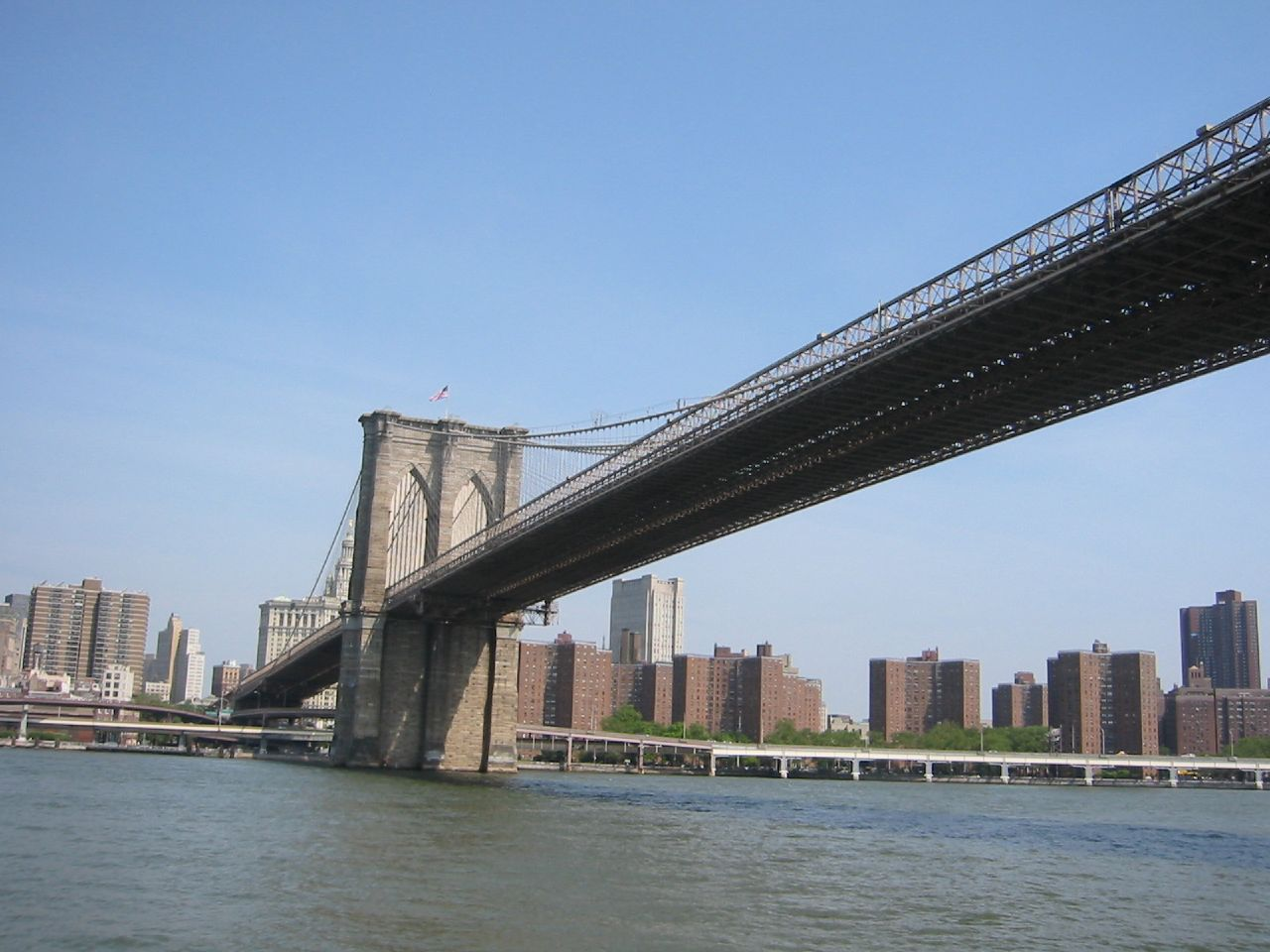
ブルックリン橋とトゥー・ブリジーズの公営住宅プロジェクト。

2003年9月、トゥー・ブリッジーズ歴史地区はアメリカ合衆国国家歴史登録財に登録された。この地区は9ブロックに渡り、イースト・ブロードウェイ、マーケット・ストリート (Market Street) 、チェリー・ストリート (en) 、キャサリン・ストリート (Catherine Street) 、マディソン・ストリート (en) 、そしてセント・ジェームズ・プレイス (St. James Place) に囲まれたエリアである。
主なランドマーク：
- en:Congregation Shearith Israelの最初の墓地
- Knickerbocker Village housing development
- Mariners Temple
- The Sea and Land Church
- St. James Church
- 51 Market Street
- 25 Oliver Street（アル・スミスの生家）